# Patrick Haggard
Patrick Neville Haggard ist ein britischer Neurowissenschaftler. Er ist Professor für Cognitive Neuroscience am University College London (UCL).
Haggard leitet am UCL die Action & Body Group.
Er studierte an der University of Cambridge, wo er 1991 promoviert wurde. Seit 1995 forscht und lehrt er am UCL.
Ein Forschungsgebiet von Haggard ist die Untersuchung des Freien Willens aus neuropsychologischer Sicht, siehe auch Libet-Experiment.

## Auszeichnungen
- 2014: Mitglied der British Academy
- 2016: Jean-Nicod-Preis
- 2022: Reimar Lüst-Preis

## Schriften (Auswahl)
- P. Haggard, A. M. Wing: Assessing and reporting the accuracy of position measurements made with optical tracking systems. In: Journal of Motor Behavior. Band 22, Nr. 2, 1990, S. 315–321.
- Alan M. Wing, Patrick Haggard, J. Randall Flanagan (Hrsg.): Hand and Brain : The Neurophysiology and Psychology of Hand Movements. 1st Edition. Academic Press, 1996, ISBN 0-12-759440-X.
- Patrick Haggard, Martin Eimer: On the Relation between Brain Potentials and the Awareness of Voluntary Movements. In: Experimental Brain Research. Band 126, 1999, S. 128–133.
- P. Haggard, S. Clark, J. Kalogeras: Voluntary action and conscious awareness. In: Nat Neurosci. Band 5, Nr. 4, Apr 2002, S. 382–385. doi:10.1038/nn827.
- Sukhvinder S. Obhi, Patrick Haggard: Free Will and Free Won’t: Motor actitivy in the brain precedes our awareness of the intention to move, so how is it that we perceive control? In: American Scientist. Band 92, Nr. 4, 2004, S. 358–365.
- P. Haggard: Conscious intention and motor cognition. In: Trends Cogn Sci. Band 9, Nr. 6, Jun 2005, S. 290–295. doi:10.1016/j.tics.2005.04.012.
- P. Haggard: Human volition: towards a neuroscience of will. In: Nat Rev Neurosci. Band 9, 2008, S. 934–946. doi:10.1038/nrn2497.
- B. Calvo-Merino, C. Urgesi, G. Orgs, S. M. Aglioti, P. Haggard: Extrastriate body area underlies aesthetic evaluation of body stimuli. In: Experimental Brain Research. Band 204, 2010, S. 447–456.
- Elisa Raffaella Ferrè, Christophe Lopez, Patrick Haggard: Anchoring the self to the body: vestibular contribution to the sense of self. In: Psychological science. Band 25, Nr. 11, 2014, S. 2106–2108.
- Patrick Haggard, Baruch Eitam (Hrsg.): The sense of agency. Oxford University Press, 2015.
- P. Haggard: Sense of agency in the human brain. In: Nat Rev Neurosci. Band 18, 2017, S. 196–207. doi:10.1038/nrn.2017.14
- A. Cataldo, D. Crivelli, G. Bottini, H. Gomi, P. Haggard: Active self-touch restores bodily proprioceptive spatial awareness following disruption by ‘rubber hand illusion’. In: Proc Biol Sci. Band 291, Nr. 2015, 31. Jan 2024, 20231753. doi:10.1098/rspb.2023.1753.
- I. Barnaveli, S. Viganò, D. Reznik, P. Haggard, C. F. Doeller: Hippocampal-entorhinal cognitive maps and cortical motor system represent action plans and their outcomes. In: Nature Communications. Band 16, Nr. 1, 2025, S. 4139.